# جاستن كوري
جاستن كوري (بالإنجليزية: Justin Currie)‏ هو مغني وكاتب أغاني بريطاني، ولد في 11 ديسمبر 1964 في غلاسكو في المملكة المتحدة.

## وصلات خارجية
- الموقع الرسمي
- جاستن كوري على موقع ميوزك برينز (الإنجليزية)
- جاستن كوري على موقع أول ميوزيك (الإنجليزية)
- جاستن كوري على موقع ديسكوغز (الإنجليزية)